# الروايات الكلاسيكية العظيمة الأربع

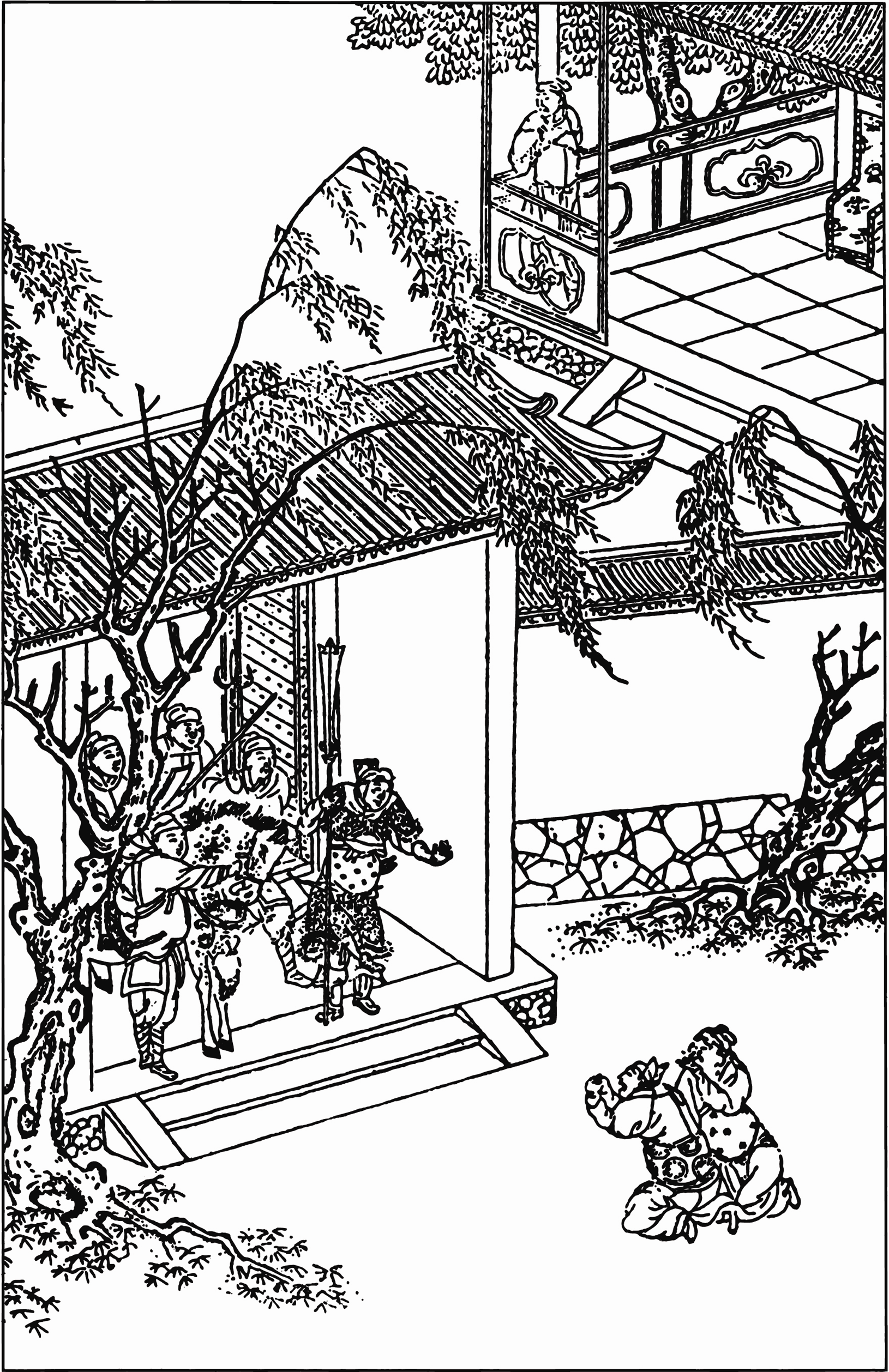

الروايات الكلاسيكية العظيمة الأربع (بالإنجليزية: Four Great Classical Novels)‏، في الأدب الصيني (بالصينية: 四大名著, Sìdàmíngzhù) (حرفياً: "التحف الأربع الكبرى") هي أربع روايات يشيع اعتبارهم في النقد الأدبي الصيني كالأعظم والأكثر تأثيراً بين الأعمال القصصية الصينية قبل المعاصرة. وتعود إلى أُسرتي مينغ وتشينغ، وهم معروفون لمعظم الصينيين إما بشكل مباشر أو من خلال العديد من الأعمال المبنية عليهم في الأوبرا ووسائل إعلام الثقافة الشعبية.
وهم من أطول وأقدم الروايات في العالم ويُعتبروا قمة الإنجاز الصيني في الروايات الكلاسيكية. وقد أثروا على خلق العديد من القصص والمسرحيات والأفلام والألعاب وغير ذلك من صيغ الترويح في أرجاء شرق آسيا، بما في ذلك الصين، اليابان، كوريا، وفيتنام.

## الروايات
| بالعربية                | بالصينية المبسطة | بالصينية التقليدية | بينيين       | منسوبة إلى      | التاريخ  |
| ----------------------- | ---------------- | ------------------ | ------------ | --------------- | -------- |
| حافة الماء              | 水浒传           | 水滸傳             | Shuǐhǔ Zhuàn | شي نايان        | القرن 14 |
| رومانسية الممالك الثلاث | 三国演义         | 三國演義           | Sānguó Yǎnyì | لو قوانتشونغ    | القرن 14 |
| الرحلة إلى الغرب        | 西游记           | 西遊記             | Xī Yóu Jì    | وو تشنغن        | القرن 16 |
| حلم الغرفة الحمراء      | 红楼梦           | 紅樓夢             | Hónglóu Mèng | تساو شيويه تشين | القرن 18 |